# Buxeuil, Vienne

Buxeuil este o comună în departamentul Vienne, Franța. În 2009 avea o populație de 928 de locuitori.